# 大窪橋
大窪橋（おおくぼはし）は、福島県郡山市にある道路橋である。

## 概要
- 全長：55.1m
- 幅員：6.0(12.0)m
- 形式：2径間PC桁橋
- 竣工：2019年度[1]

郡山市中心市街地北側にて一級水系阿武隈川水系逢瀬川を渡る。北詰は富久山町久保田字乙高、南詰は若葉町に位置する。橋上は上下対向2車線で供用され、上下線両側に歩道が設置されている。

## 沿革
- 1966年（昭和41年） - 先代の橋梁が建設される（全長46m、幅員6m）。
- 1979年（昭和54年） - 歩行者安全性向上のため上り線側に人道側道橋が建設される（全長46m、幅員2m）[2]

現在の大窪橋の下流側に架かっており、北詰は富久山町久保田字梅田に位置し、北西から南東へ郡山駅へ一直線上に向かうルート上に位置していた。
- 2019年（令和元年）10月25日 - 現在の橋梁の供用開始、及び福島県道296号荒井郡山線の付替の当初の予定日[3]。

同月12日から13日にかけて東日本を襲った令和元年東日本台風（台風19号）により橋梁至近の逢瀬川が氾濫し、南詰の若葉町一帯が大規模に水没する被害を受け、路線付替が延期された。
- 2019年（令和元年）12月20日 - 現在の橋梁の供用が開始され、福島県道296号荒井郡山線の一部となる[4]。

供用開始を受け、従来の北西から南東の方向に市街地に向かう県道路線は一部廃止され、新橋で南下し、南側のうねめ通りを東進し従来のルートに至る路線に付替えが行われた。
- 2022年（令和4年）6月21日 - 大窪橋を含む区間が県道の指定から外れ[5]、市道の一部となる。

## 周辺
- 郡山市立赤木小学校